# Veretillidae
Veretillidae é uma família de corais da superfamília Pennatuloidea, ordem Scleralcyonacea.

## Géneros
Seguem os gêneros da família:
- Amphibelemnon (Lopez-Gonzalez, Gili & Williams, 2000)
- Bensonularia (Hamilton, 1958 †)
- Cavernularia (Valenciennes in Milne Edwards & Haime, 1850)
- Cavernulina (Kükenthal & Broch, 1911)
- Lituaria (Valenciennes in Milne Edwards & Haime, 1850)
- Veretillum (Cuvier, 1798)